# Potentilla panigrahiana
Potentilla panigrahiana är en rosväxtart som beskrevs av B.K. Dixit. Potentilla panigrahiana ingår i Fingerörtssläktet som ingår i familjen rosväxter. Inga underarter finns listade i Catalogue of Life.